# Walentina Semjonowna Iwaschowa
Walentina Semjonowna Iwaschowa (russisch Валентина Семёновна Ивашёва; * 12.jul. / 25. Juli 1915greg. in Nowotscherkassk; † 5. Juli 1991 in Kiew) war eine sowjetische Schauspielerin.

## Biografie

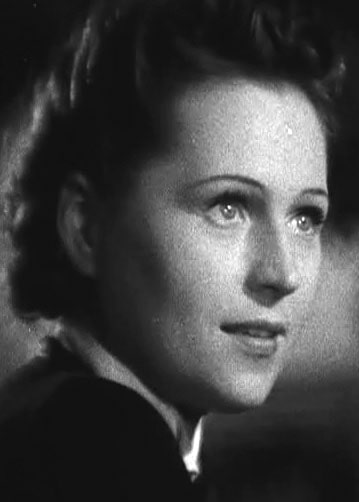
Iwaschowa in Musykalny kinosbornik – Tschudesnaja skripka (1942)

Iwaschowa war die Tochter eines Angestellten. Sie studierte ab 1934 an der Moskauer Filmschule, wechselte aber 1935 zum Studio Meschrabpom und beendete dort 1936 die Ausbildung.
Ihr Filmdebüt gab Iwaschowa mit der Hauptrolle in Nachtigall, kleine Nachtigall (1936) von Nikolai Ekk, mit dem sie auch ihre erste Ehe einging. Drei Jahre später arbeitete das Paar auch für Сорочинський ярмарок (Sorotschinski jarmarok), eine Adaption von Der Sorotschinsker Jahrmarkt, zusammen. Nennenswerte Engagements nahm die dunkelhaarige Darstellerin außerdem in Igor Sawtschenkos Случайная встреча (Slutschainaja wstretscha, 1936), den Filmbiografien Юность поэта (Junost poeta, 1937) und Alexander Newski (1938) sowie dem Drama Кубанці (Kubanzi, 1940) an. Seit 1937 gehörte sie zum Kiewer Filmstudio und erhielt am 1. Februar 1939 den Orden Zeichen der Ehre. 1941 brachte Iwaschowa einen Sohn zur Welt, der aber kurz nach der Geburt starb. Sie und Ekk trennten sich letztlich.
Zum Kriegsende stellte Iwaschowa ihre Tätigkeit vor der Kamera fast vollständig ein. Sie spielte stattdessen für eine Saison am Kiewer Dramatheater und anschließend für 15 Jahre am Dramatheater „I. Franko“. Von 1963 bis 1968 war Iwaschowa am Ukrainischen Musik- und Dramatheater „Petrowski“ in Chmelnyzkyj, dem Dramatheater von Beresnjak und dem Jugendtheater in Tscheljabinsk beschäftigt. In dieser Zeit ging sie mit einem jüngeren Schauspieler ihre zweite Ehe ein, die aber am Altersunterschied des Paares scheiterte. Zwischen 1971 und 1973 stand sie letztlich am Kiewer Theater der Filmschauspieler am Filmstudio „Oleksandr Dowschenko“ auf der Bühne.
Nachdem Iwaschowa in den 1960er Jahren keine Filmrollen gab, kehrte sie mit Хліб і сіль  (Chlib i sil, 1971) nach einem Roman Mychajlo Stelmachs auf die Leinwand zurück. Bis 1991 folgten regelmäßig weitere Produktionen, in denen Iwaschowa als Nebendarstellerin zu sehen war. Darunter sind u. a. Весёлые Жабокричи (Weschjolyje Schabokritschi, 1971), Каждый вечер после работы (Kaschdy wetscher posle raboty), Ні пуху, ні пера (Ni puchu, ni pera, beide 1974), Возвращение Баттерфляй (Woswraschtschenije Batterfljai, 1983) und Единица с обманом (Jediniza s obmanom, 1984). Ihre Filmografie umfasst 43 Werke, die überwiegend in der Ukrainischen SSR entstanden. An den letzten Filmen war sie jedoch nur noch als Komparsin beteiligt.
Iwaschowa litt im Alter an schweren gesundheitlichen Problemen und war zuletzt bettlägerig.

## Filmografie (Auswahl)
- 1936: Nachtigall, kleine Nachtigall (Grunja Kornakowa)
- 1938: Alexander Newski
- 1939: Сорочинський ярмарок (Sorotschinski jarmarok)
- 1940: Кубанці (Kubanzi)
- 1942: Музыкальный киносборник – Чудесная скрипка (Musykalny kinosbornik – Tschudesnaja skripka) (Kurzfilm)
- 1944: Raduga
- 1979: Die Fledermaus (Letutschaja mysch) (Fernsehfilm)
- 1985: Saison der Wunder (Seson tschudes)
- 1988: Die Dame mit dem Papagei (Dama s popugajem)